# 第7機甲旅団 (イギリス軍)
第7機甲旅団(英語: 7th Armoured Brigade)とは、イギリスの機甲旅団のひとつ。第二次世界大戦で活躍した第7機甲師団を再編成して発足した。
通称は師団時代と同じ「砂漠のネズミ」(英語: The Desert Rats)。湾岸戦争やイラク戦争などに参加した。

## 歴史

### 第7機甲師団時代
旅団の歴史は1938年にエジプトで警備部隊として編成されたエジプト機動師団所属の軽機甲旅団まで遡ることができる。
1939年9月にエジプト機動師団がエジプト機甲師団に、1940年2月に第7機甲師団として改編・改称されると、軽機甲旅団は第7機甲旅団となった。第7機甲師団が赤色のトビネズミをそのエンブレムとしたのに対して、第7機甲旅団は緑色のトビネズミをエンブレムとした。第7機甲旅団は1942年にビルマに移動したのち、「緑色のネズミ」や「ジャングルのネズミ」の名称で知られるようになった。
1939年9月に第二次世界大戦が勃発し、ドイツがポーランド侵攻を行ったためイギリスとフランスはドイツに宣戦布告を行った。
1940年6月にイタリアが枢軸国側で参戦すると、イギリス領エジプトに侵攻した。(イタリアのエジプト侵攻)第7機甲師団は同年12月のコンパス作戦、41年11月のクルセーダー作戦など、北アフリカにおける多くの戦闘に参加し、ロンメル率いるドイツアフリカ軍団相手に奮闘した。
第7機甲師団は日本軍が連合国を圧倒し始めた1942年初頭、ビルマに移動した。第7機甲旅団は現地軍イギリス領インドへの撤退を支援し、モンスーンの来る直前の5月に撤退を完了させることができた。第7機甲師団は42年末のエル・アラメインの戦いを戦ったのち、1943年に中東に転戦し、イラク、エジプトに駐屯する。休息ののち、1944年には第1カナダ軍団の所属としてイタリアへ上陸した。のちにノルマンディーに転戦した。第7機甲師団の所属部隊がヴィレル・ボカージュの戦いで敗退したことはよく知られている。

### 旅団時代

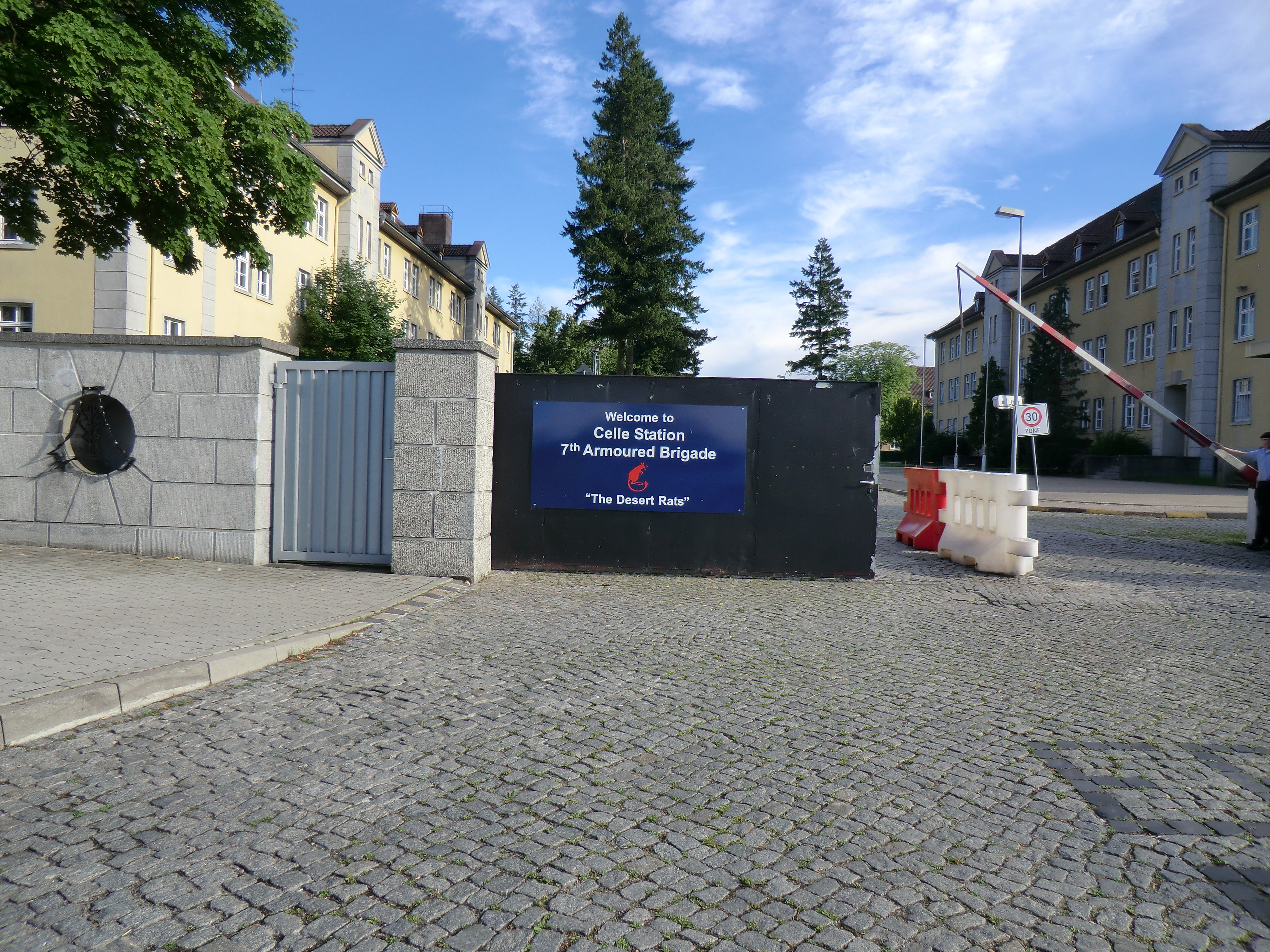
ドイツ、ツェレ基地の第7機甲旅団標識。2012年。

大戦終結直後、第7機甲旅団は解散、第7機甲師団所属第22機甲旅団がイギリス陸軍ライン軍団所属の第7機甲旅団として再編成された。
1958年に第7機甲師団が解隊されると第7機甲旅団は同師団のインシグニアと愛称を引き継いで採用し、1976年に第1機甲師団が編成されるとその所属部隊となる。1970年代後半に一時期「アルファ支隊」(Task Force Alpha)と再編・改名されたが1981年には旅団に再編成された。

#### 湾岸戦争
1990年10月、イラク軍からのサウジアラビア防衛作戦「グランビー作戦」に第7機甲旅団が投入され、旅団は第二次世界大戦以来再び「砂漠に戻る」こととなった。のちに上級部隊の第1機甲師団とともにアメリカ軍第VII軍団に配属、2月24日からの地上作戦「砂漠の剣作戦」にも参加した。

#### バルカン半島
1994年5月、NATO軍の和平履行部隊(IFOR)の一員として第7機甲旅団はボスニア・ヘルツェゴビナに派遣された。1997年4月にはIFORの後継任務、平和安定化部隊(SFOR)に参加した。1999年のコソボ戦争ののち、2000年にコソボに派遣されコソボ治安維持部隊(KFOR)に参加、首都プリシュティナを警備した。

#### イラク

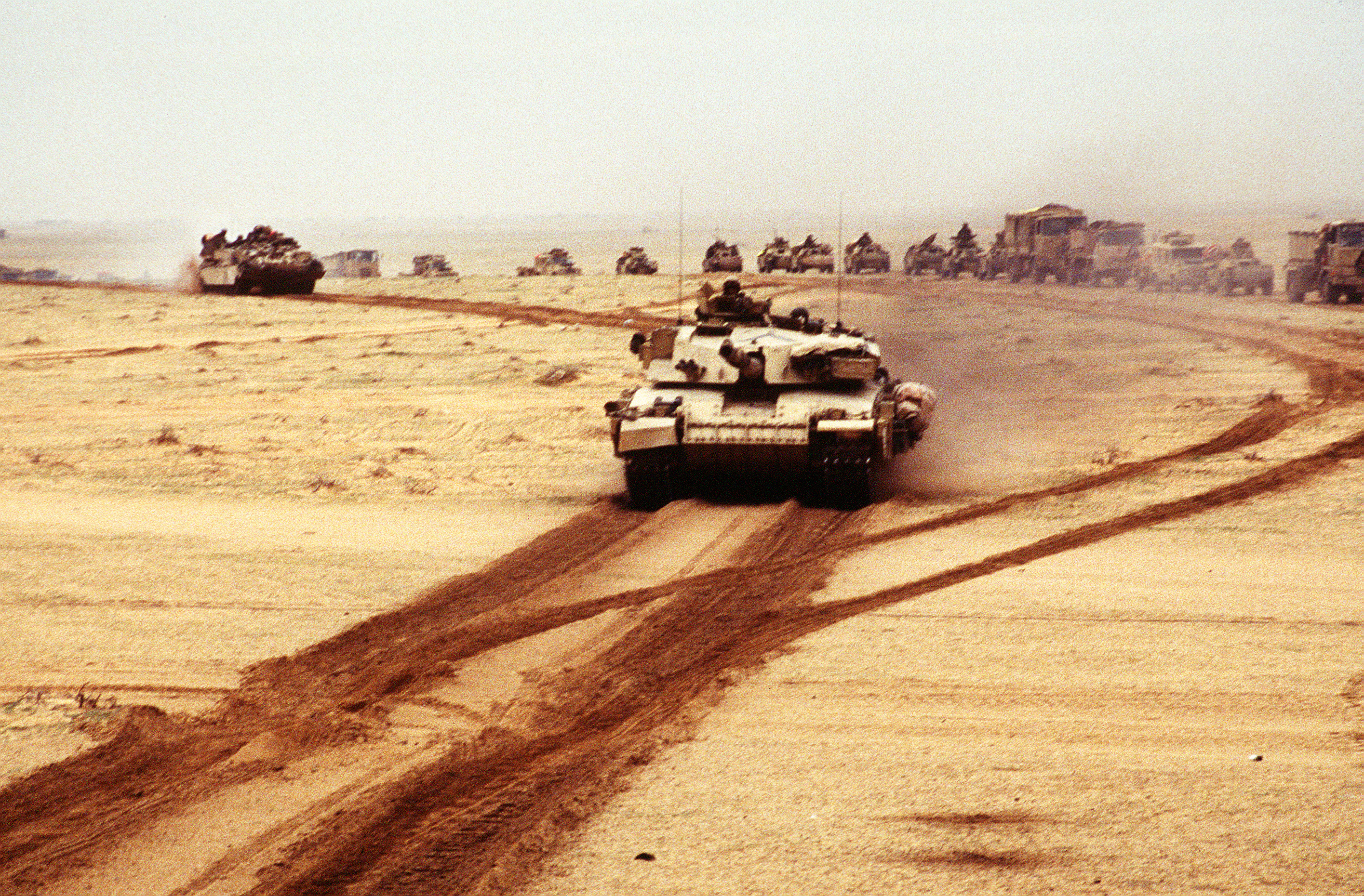
湾岸戦争当時のロイヤル・スコッツ近衛竜騎兵所属チャレンジャー1戦車。

2003年のイラク侵攻直前、第7機甲旅団は大規模演習のためにクウェートまで移動、イラクでの任務のために「砂漠化」を完了した。3月21日、第1フュージリアーズ戦闘団指揮下に入った第7機甲旅団はイラクに侵入した。旅団の任務はイラク第2の都市、バスラを包囲・孤立させることであった。第7機甲旅団は迅速にバスラに到達、バスラ国際空港を占領、シャットゥルアラブ川にかかる主要な橋を確保し、街を包囲した。進軍中にさまざまな規模のなイラク軍の抵抗に遭い、たとえばロイヤル・スコッツ近衛竜騎兵連隊所属クイーンズ・ロイヤル・アイリッシュ・フッサール(チャレンジャー2戦車14輌)は同数のイラク戦車と交戦し、全車を撃破している(イギリス軍が第二次世界大戦以降経験した最大規模の戦車戦だった)。バスラから同市のアズ・ズバイルまで第7機甲旅団はイラク軍からの激しい攻撃をうけた。イラク秘密警察のメンバーからの攻撃を受けたこともあるが、イラク軍の攻撃は概して部隊間で調整されておらず、撃退された。
街の重要目標に対する攻撃を行ったのち、第7機甲旅団は5月6日には街を占領、駐屯したが、残存イラク兵などからの抵抗に遭った。第7機甲旅団はその後も南イラクに駐屯、再復興と治安維持の任務にあたった。6月後半、第19機械化歩兵旅団と交代する形でイラクから撤退した。

#### アフガニスタン
2011年、旅団所属部隊の一部がアフガニスタンに派遣された。2013年10月、第7機甲旅団はヘルマンド州、カンダハール、首都カーブルに配置された。

#### 再編成
2013年3月5日、フィリップ・ハモンド国防相は10年以内に第7機甲旅団から旅団所属のチャレンジャー2主力戦車と重機甲師団を外し、旅団自身は歩兵旅団として再編成されるが「砂漠のネズミ」の愛称は残るだろうと予告した。イギリス陸軍の改編計画「アーミー2020」では第7歩兵旅団は即応部隊の一翼を担う予定である。この決定は湾岸戦争当時の旅団長、パトリック・コーディングレイから「この変更はベテラン兵士と一般市民を失望させるだろう」という反対に遭った。
2014年11月14日、旅団は正式に機甲部隊としての任務を解かれ、第7歩兵旅団として再編成された。

## 旅団の編成

### 湾岸戦争時[16]
- ロイヤル・スコッツ近衛竜騎兵（英語版）連隊(チャレンジャー1×57輌、スコーピオン×8輌)
- クイーンズ・ロイヤル・アイリッシュ軽騎兵連隊(チャレンジャー1×57輌、スコーピオン×8輌)
- スタッフォードシャー連隊第1大隊(ウォーリア×45輌)
- 第1クイーンズ近衛竜騎兵連隊第1大隊(シミター×16輌)
- 第40野戦砲兵連隊(M109×24)
- 第21工兵連隊
- 第101防空中隊(ジャベリン×36基、スパータン×40輌)

### イラク戦争時
チャレンジャー2主力戦車112輌、ウォーリアー歩兵戦闘車140輌、AS-90・155mm自走榴弾砲32輌。
- 旅団本部・第207通信中隊
- 第32王立機甲工兵連隊
- 第3王立騎砲兵連隊(AS-90装備)
- ロイヤル・スコッツ近衛竜騎兵戦闘団(含第1アイリッシュガーズ大隊)(チャレンジャー2とウォーリア装備)
- 第2王立機甲連隊(第2王立機甲連隊戦闘団、含第1軽歩兵大隊)(チャレンジャー2とウォーリア装備)
- ブラック・ウォッチ戦闘団(含クイーンズ・ロイヤルランサーズ)(チャレンジャー2とウォーリア装備)
- 第1大隊(フュージリアーズ王立連隊戦闘団、含クイーンズ・ロイヤルランサーズ)(チャレンジャー2とウォーリア装備)
- 第7近接支援連隊(王立電気機械工兵（英語版）第2大隊)
- A(29)医療中隊(王立医療隊（英語版）第1近接医療支援連隊より)
- 第1王立憲兵連隊

### 2013年当時

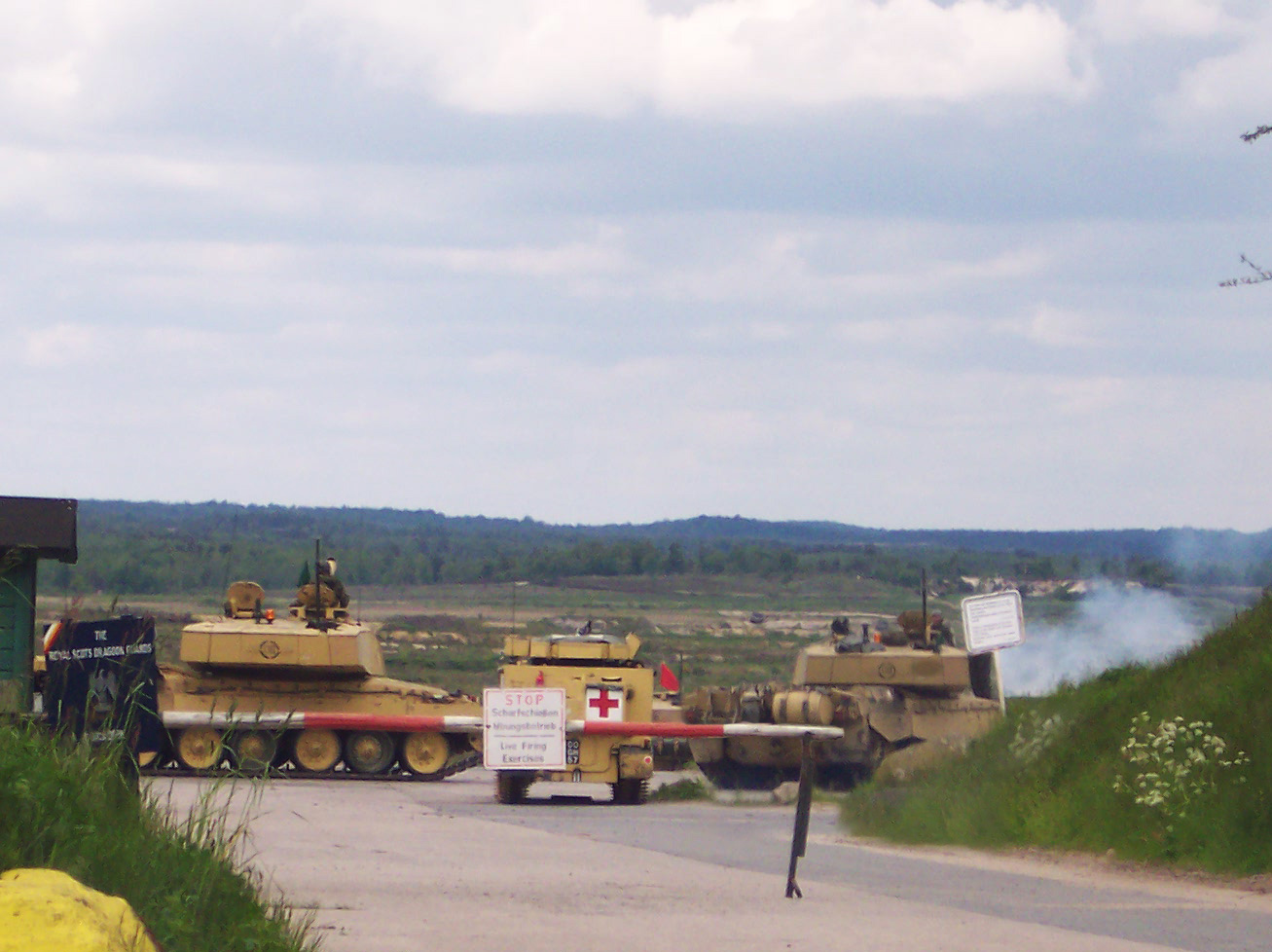
ドイツのベルゲン・ヘーネ演習場での実弾演習におけるロイヤル・スコッツ近衛竜騎兵C中隊。2004年。

- 第207通信中隊(旅団本部と通信中隊)
- 第9/第12王立竜槍兵（英語版） (偵察連隊に編制)
- ロイヤル・スコッツ近衛竜騎兵(軽騎兵)
- ロイヤル・スコットランド連隊「ザ・ハイランダーズ」(Highlanders)第4大隊(軽歩兵)
- マーシアン連隊第3大隊「スタッフォーズ」(Staffordshire)(機械化歩兵)
- ロイヤル・アングリアン連隊第2大隊「ザ・ポーチャーズ」(軽歩兵)
- 第3王立騎砲兵連隊(自走砲)
- 第32王立工兵連隊
- 第2王立電気機械工兵
- 第2兵站支援連隊
- 第2医療連隊

## 歴代旅団長
旅団長には准将がつく。名前をクリックすると英語版にリンク。
- 1941–1942 ジョン・アンスティス
- 1943–1945 オットー・プリオール＝パーマー
- 1945–1946 ケネス・クーパー
- 1964–1965 イアン・ギル
- 1965–1967 リチャード・ワースレイ
- 1968–1970 ロバート・フォード
- 1972–1973 イアン・ベイカー
- 1973–1975 マーチン・ファーンデイル
- 1976–1977 ノーマン・アーサー
- 1977–1980 パトリック・パーマー
- 1980–1982 アンソニー・ミュレンズ
- 1983–1985 リチャード・スインバーン
- 1986–1988 クリストファー・ウォレス
- 1990–1991 パトリック・コーディングリー
- 1991–1993 ティモシー・サリバン
- 1993 ジョン・キーズリー
- 1993–1994 アンドリュー・リッジウェイ
- 1996–1999 アンドリュー・スチュワート
- 1998–2000 リチャード・シェレフ
- 2001–2003 グラハム・ビーンズ
- 2003–2005 エイドリアン・ブラッドショー
- 2005–2007 パトリック・マリオット
- 2007–2009 サンディ・ストリー
- 2009–2011 ニック・ウェルチ
- 2011–2013 ポール・ナンソン
- 2013 ジェームズ・ウッダム